# Strychnos brasiliensis
Strychnos brasiliensis är en tvåhjärtbladig växtart som först beskrevs av Spreng., och fick sitt nu gällande namn av Carl Friedrich Philipp von Martius. Strychnos brasiliensis ingår i släktet Strychnos och familjen Loganiaceae. Inga underarter finns listade i Catalogue of Life.